# Kotijske Alpe (rimska provinca)
Kotijske  Alpe  (latinsko Alpes Cottiae, ena od treh majhnih provinc Rimskega cesarstva v zahodnih Alpah na meji med sedanjo Italijo in Francijo. Njeno ime se je ohranilo v imenu Kotijskih Alp. V antiki je bila provinca pomembna zaradi varovanja komunikacij preko alpskih gorskih prelazov. Na zahodu je mejila na Narbonsko Galijo, na jugu na Primorske Alpe,  na vzhodu na Italijo in na severu na Peninske Alpe. Upravno središče province je bil Segusio, sedanja Susa v Piemontu.  
Provinca je nastala iz majhnega kraljestva, v katerem je sredi 1. stoletja pr. n. št. lokalnim ligurskim plemenom vladal kralj Donnus. Ime je dobila po njegovem sinu in nasledniku Kotiju. Njegovo kraljestvo je Rimskemu cesarstvu priljučil cesar Avgust. Kotij in njegov sin z istim imenom sta obdržala oblast kot odvisna kralja, dokler ni Neron leta 63 imenoval svojega prokuratorja. Kraljestvo je z njegovim imenovanjem  postalo rimska provinca. Guvernerji province so bili prefekti iz Konjeniškega reda. 
V Kotijskih Alpah so bila naslednja večja naselja:
- Ad Fines (Malano) (mansio, carinarnica)
- Ocelum (Celle) (oppidum, keltska vas)
- Ad Duodecimum (S. Didier) (mutatio)
- Segusio (Susa) (upravno središče)
- Venausio (Venaus) (oppidum)
- Excingomago (Exilles) (oppidum, morda Donnova prestolnica)
- Caesao/Goesao (Cesana Torinese) (castrum)
- Ad Martes Ultor, kasneje Ulcense (Oulx) (castrum)
- Brigantium (Briançon) (mansio)
- Mons Matronae (Mont Genèvre)